# Папа Бонифације III
Папа Бонифације III (лат. Bonifacius Tertius; 12. новембар 607.) је био 66 папа од 19. фебруара 607. до 12. новембра 607.